# Assunta de Santa Maria del Corso
L'Assunta (en français : Assomption) de Santa Maria del Corso est un retable en bois sculpté et peint de Vecchietta et Neroccio di Bartolomeo de' Landi composé de deux fragments (Dormition et Assomption) conservé au musée de la villa Guinigi de Lucques. Le retable est destiné au maître-autel de l'église Santa Maria del Corso (détruite vers 1516), juste en dehors de la Porta San Donato de Lucques. Enzo Carli reconnaît une intervention de Neroccio dans le visage de la Vierge de l'Assomption en se référant aux similitudes technique et typologique du visage de la Sainte Catherine de Sienne du même artiste. En effet, Neroccio reprend la réalisation de l'Assunta à la mort de Vecchietta survenue le 6 juin 1480. L’œuvre assez bien documentée (contrats, lettres, actes notariés), est commencée dès l'année 1477 par Vecchietta, poursuivie dès 1480 par Neroccio pour être achevée et livrée courant septembre 1482.

## Description
Composé de deux fragments ou parties (Dormition et Assomption), ce retable se distingue par un profond dépouillement dans l'évocation des deux scènes mariales. À l'origine, l'ensemble sculpté se situait au niveau du maître-autel de l'église conférant une plus grande solennité à la composition. 

### Dormition

Détails
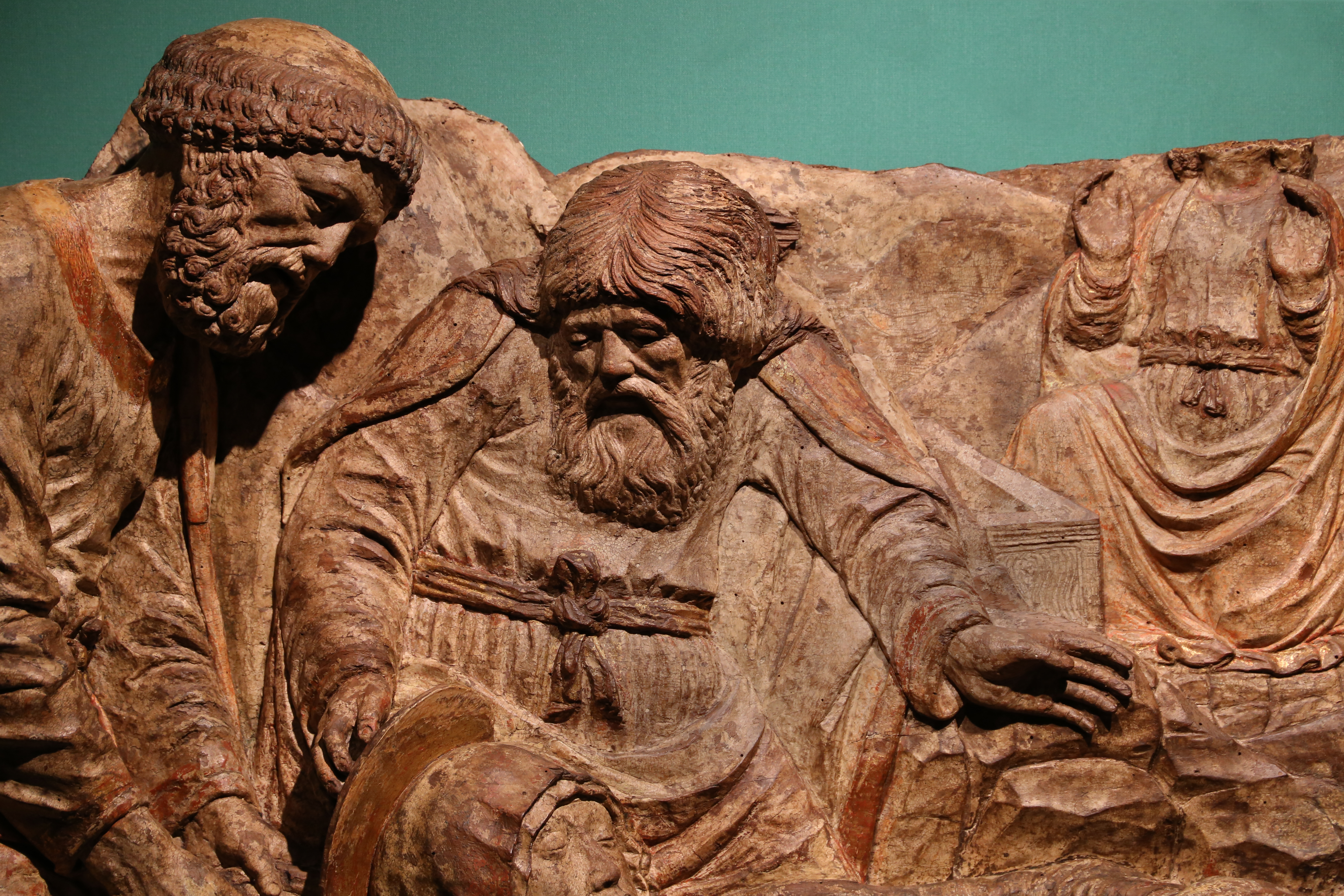
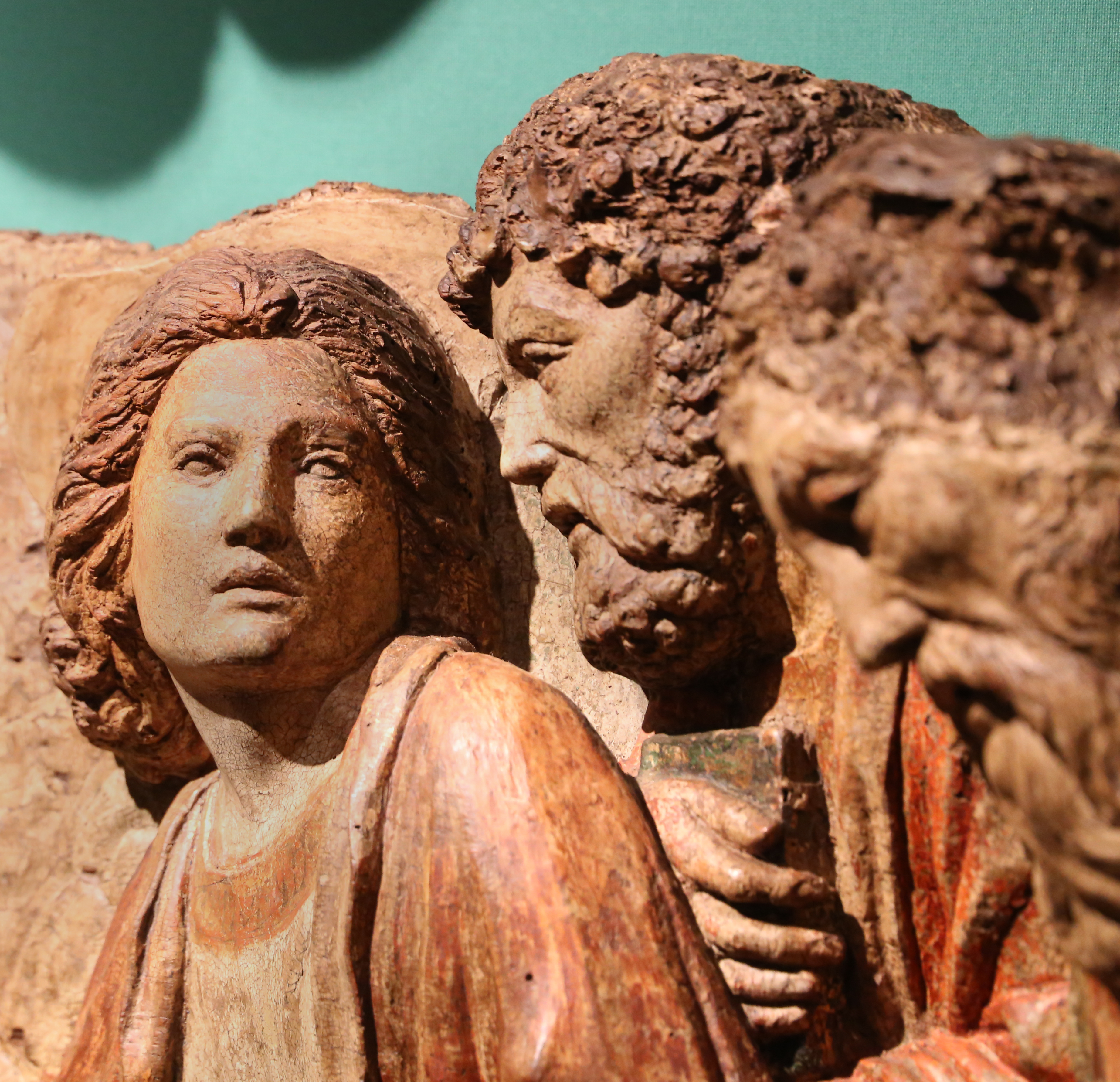
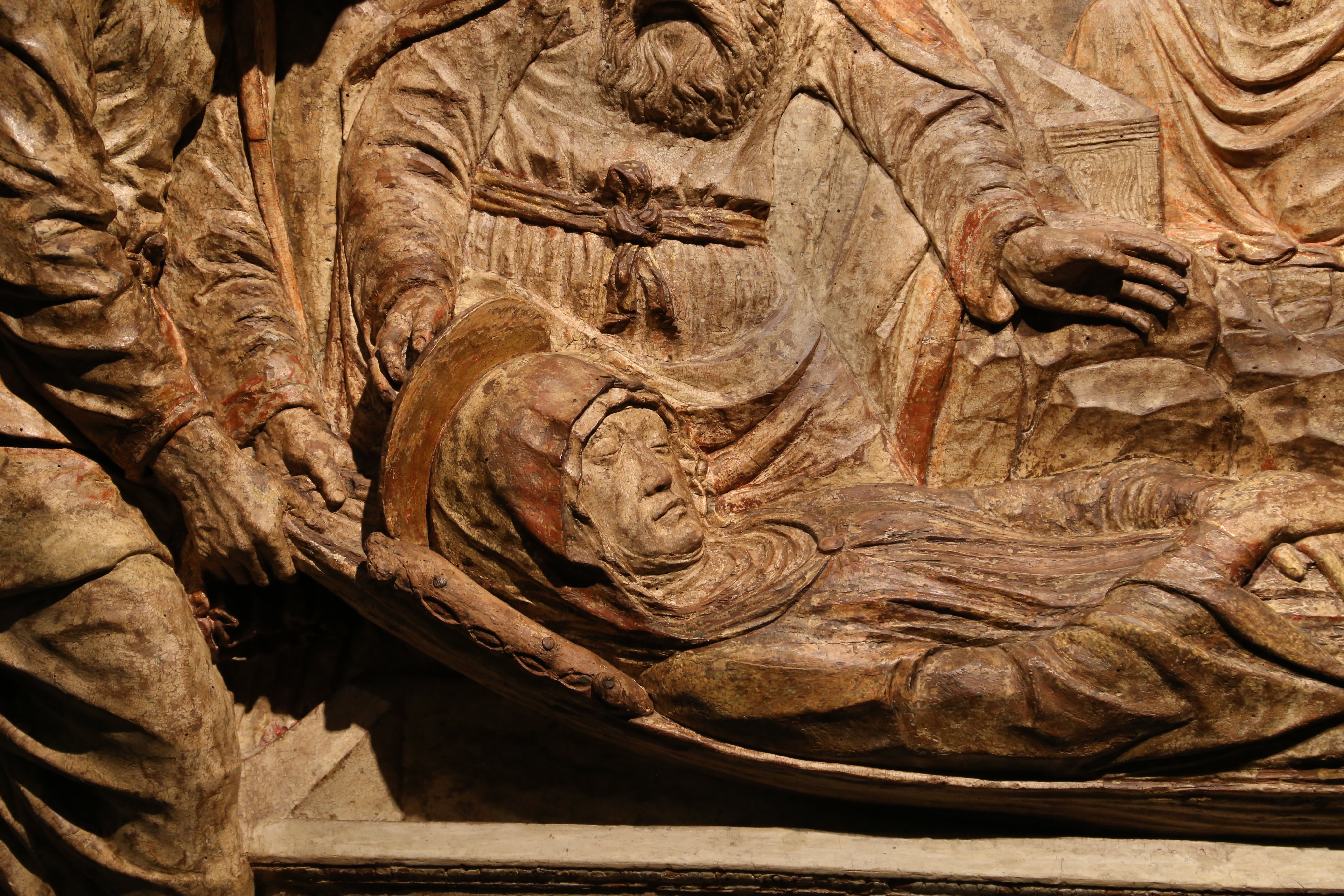
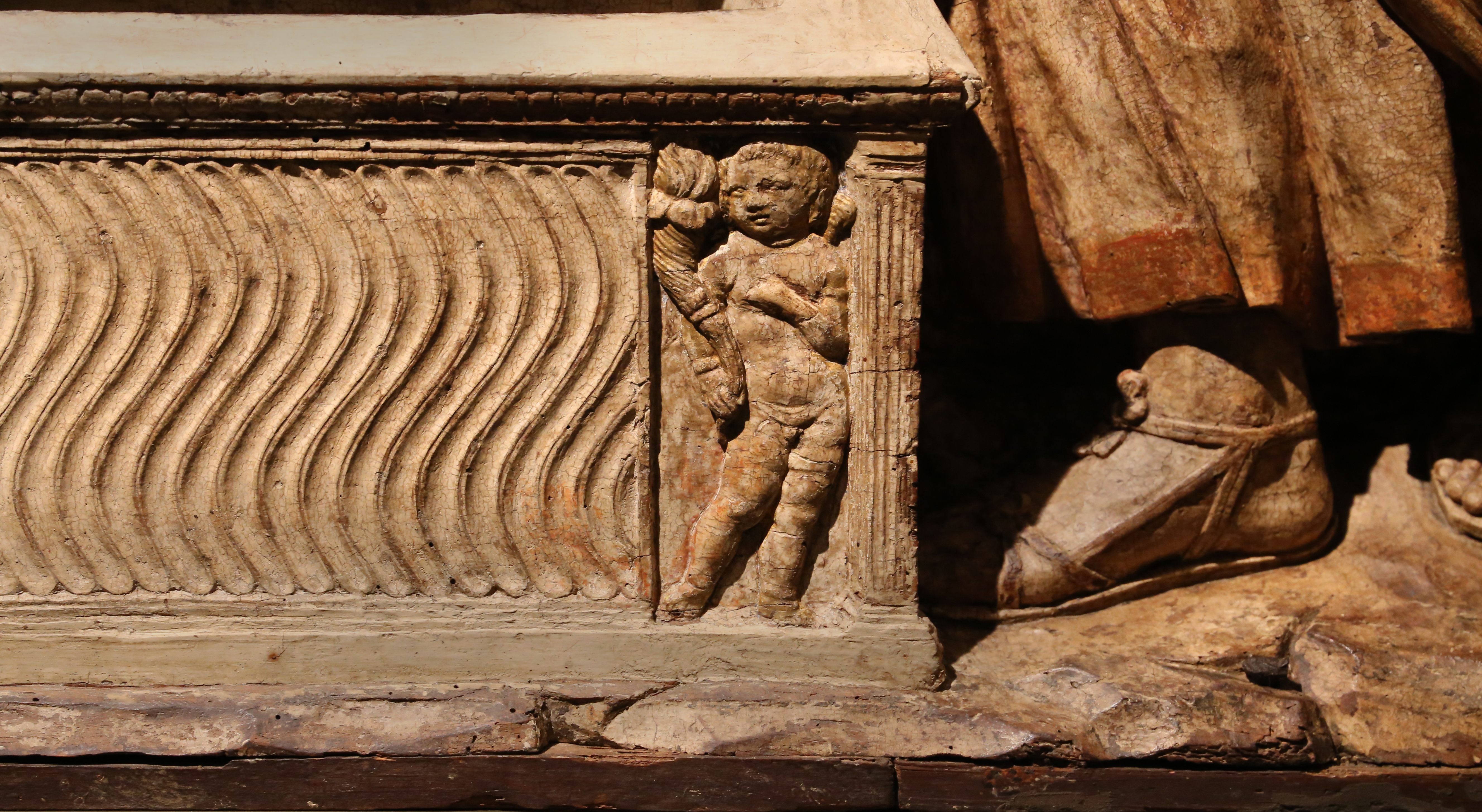

### Assomption
Le visage de la Vierge de l'Assomption notamment est à comparer avec celui de la Sainte Catherine de Sienne avec lequel il partage la même grâce enfantine,,.

Détail des visages de Sainte Catherine de Sienne et de la Vierge de l'Assomption.
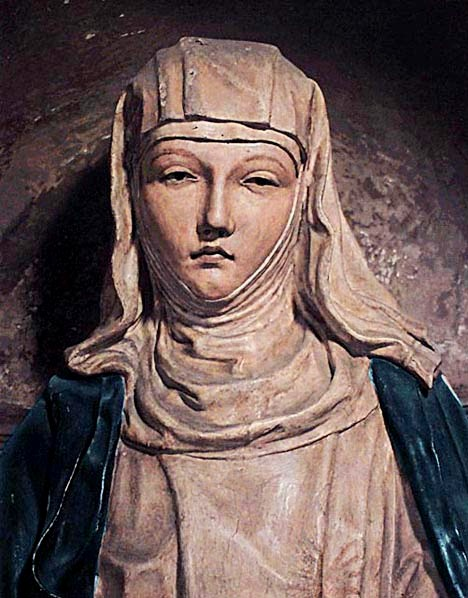
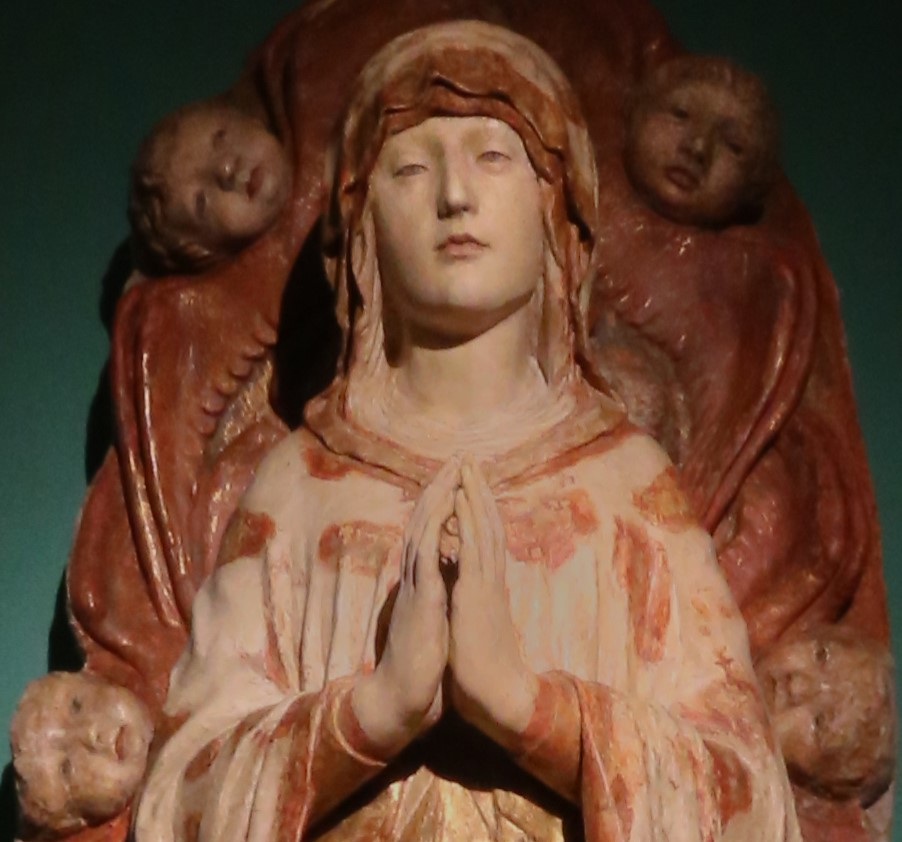

## Sources
- (it) Enzo Carli, Scultura lignea senese, Florence, Electa, 1951, 188 p.
- (en) Gertrude Coor, Neroccio de' Landi 1447-1500, Princeton, New Jersey, Princeton University Press, 1961, 235 p., 30 x 23 cm.
- (it) Enzo Carli, Gli scultori senesi, Sienne-Milan, Electa, 1980, 250 p.
- (it) Francesco Caglioti, « Il Vecchietta, Neroccio e l'Assunta per l'altar maggiore di Santa Maria del Corso a Lucca », Studi di Memofonte, no 20,‎ 2018, p. 1-44 (lire en ligne, consulté le 10 mai 2020)À l'aide de documents originaux (actes, lettres) demeurés inédits, Francesco Caglioti reconstitue les origines de ce retable lucquois.